# Here Be Dragons
Here Be Dragons è il decimo album degli Avantasia. Il disco viene pubblicato il 28 febbraio 2025 dalla Napalm Records.

## Il disco
Il disco viene anticipato da 3 singoli: Creepshow, Against The Wind  con Kenny Leckremo degli H.E.A.Te The Witch con Tommy Karevik dei (Kamelot).
Tobias Sammet in questo disco cambia un buon numero di compagni d'avventura, infatti oltre ai consolidati Michael Kiske, Bob Catley, Geoff Tate e Ronnie Atkins vediamo comparire i già citati Kenny Leckremo e Tommy Karevik, seguiti da Rhoy Khan dei Conception e Adrienne Cowan dei Seven Spires (già corista degli Avantasia dal vivo dal 2021).
L'edizione limitata dell'album include le versioni strumentali degli stessi brani, più un disco bonus contenente 7 tracce: 4 registrate dal vivo al Masters of Rock 2024 più 3 versioni alternative di nuovi brani.

## Tracce
1. Creepshow – 3:13
2. Here Be Dragons (feat. Geoff Tate) – 8:57
3. The Moorlands At Twilight (feat. Michael Kiske) – 5:13
4. The Witch (feat. Tommy Karevik) – 4:19
5. Phantasmagoria (feat. Ronnie Atkins) – 3:45
6. Bring On The Night (feat. Bon Catley) – 4:12
7. Unleash The Kraken – 5:23
8. Avalon (feat. Adrienne Cowan) – 5:39
9. Against The Wind (feat. Kenny Leckremo) – 4:45
10. Everybody's Here Until The End (feat. Rhoy Khan) – 5:25

## Formazione

### Principale
- Tobias Sammet - voce, basso, tastiera
- Michael Rodenberg – tastiera, orchestrazione
- Felix Bohnke - batteria
- Sascha Paeth - chitarra, basso